# Sylvestre Ntibantunganya
Sylvestre Ntibantunganya (né le 8 mai 1956) est un homme d'État du Burundi. Il exerce les fonctions de président de l'Assemblée nationale du Burundi de décembre 1993 au 1er octobre 1994 et de président du Burundi du 8 avril 1994 au 25 juillet 1996 (par intérim jusqu'en octobre 1994).

## Biographie
Ntibantunganya est né à Gishubi, dans la province de Gitega, et il appartient au groupe ethnique Hutu. En 1983, il obtient une maitrise en histoire-géographie à l'université nationale du Rwanda, campus de Ruhengeri (voir Léonard Nduwayo, Une nouvelle page de la nouvelle université rwandaise. Paris, Les impliqués éditeur, 2014, p.90).
En 1993, il exerce brièvement les fonctions de ministre des Affaires étrangères.
Il devient président après la mort de Cyprien Ntaryamira, dans l'attentat du 6 avril 1994 qui détruit l'avion qui le ramenait d'Arusha, en compagnie du président rwandais, Juvénal Habyarimana. Ntibantunganya est démis de ses fonctions par Pierre Buyoya lors du coup d’État militaire de 1996.